# HD178265
HD178265 — хімічно пекулярна зоря спектрального класу F0, що має видиму зоряну величину в смузі V приблизно  7,1.
Вона  розташована на відстані близько 269,8 світлових років від Сонця.